# گوماسگو

گوماسگو شهری در شهرستان گاونگو در استان بازگا در بورکینافاسوی مرکزی است و جمعیت آن ۶۷۷ نفر است.